# Nippon Professional Baseball 2018
La stagione 2018 della Nippon Professional Baseball (NPB) è iniziata il 30 marzo ed è terminata il 3 novembre 2018.
Le Japan Series sono state vinte per la nona volta nella loro storia dai Fukuoka SoftBank Hawks, che si sono imposti sugli Hiroshima Toyo Carp con 4 vittorie, 1 pareggio e 1 sconfitta.

## Regular season

### Central League
| Squadra                | Partite | Vittorie | Sconfitte | Pareggi | Perc. | GB   |
| ---------------------- | ------- | -------- | --------- | ------- | ----- | ---- |
| Hiroshima Toyo Carp    | 143     | 82       | 59        | 2       | .582  | —    |
| Tokyo Yakult Swallows  | 143     | 75       | 66        | 2       | .532  | 7.0  |
| Yomiuri Giants         | 143     | 67       | 71        | 5       | .482  | 13.5 |
| Yokohama DeNA BayStars | 143     | 67       | 74        | 2       | .475  | 14.0 |
| Chunichi Dragons       | 143     | 63       | 78        | 2       | .447  | 19.0 |
| Hanshin Tigers         | 143     | 62       | 79        | 2       | .440  | 20.0 |

### Pacific League
| Squadra                      | Partite | Vittorie | Sconfitte | Pareggi | Perc. | GB   |
| ---------------------------- | ------- | -------- | --------- | ------- | ----- | ---- |
| Saitama Seibu Lions          | 143     | 88       | 53        | 2       | .624  | —    |
| Fukuoka SoftBank Hawks       | 143     | 82       | 60        | 1       | .577  | 6.5  |
| Hokkaido Nippon-Ham Fighters | 143     | 74       | 66        | 3       | .529  | 13.5 |
| Orix Buffaloes               | 143     | 65       | 73        | 5       | .471  | 21.5 |
| Chiba Lotte Marines          | 143     | 59       | 81        | 3       | .421  | 28.5 |
| Tohoku Rakuten Golden Eagles | 143     | 58       | 82        | 3       | .414  | 29.5 |

|  | 1º della regular season e qualificato alle finali delle Climax Series |
|  | Qualificati alle semifinali delle Climax Series                       |

## Post season
|  | Climax Series - semifinali | Climax Series - semifinali   | Climax Series - semifinali |                        |                     | Climax Series - finali | Climax Series - finali | Climax Series - finali |  |  | Japan Series | Japan Series | Japan Series |  |
|  |                            |                              |                            |                        |                     |                        |                        |                        |  |  |              |              |              |  |
|  |                            |                              |                            |                        |                     | C1                     | Hiroshima Toyo Carp    | 4                      |  |  |              |              |              |  |
|  |                            |                              |                            |                        |                     | C1                     | Hiroshima Toyo Carp    | 4                      |  |  |              |              |              |  |
|  |                            |                              |                            | Yomiuri Giants         | 0                   |                        |                        |                        |  |  |              |              |              |  |
|  | C2                         | Tokyo Yakult Swallows        | 0                          | Yomiuri Giants         | 0                   |                        |                        |                        |  |  |              |              |              |  |
|  | C2                         | Tokyo Yakult Swallows        | 0                          |                        |                     |                        |                        |                        |  |  |              |              |              |  |
|  | C3                         | Yomiuri Giants               | 2                          |                        |                     |                        |                        |                        |  |  |              |              |              |  |
|  | C3                         | Yomiuri Giants               | 2                          |                        | Hiroshima Toyo Carp | Hiroshima Toyo Carp    | 1                      |                        |  |  |              |              |              |  |
|  |                            |                              |                            |                        |                     |                        |                        |                        |  |  |              |              |              |  |
|  |                            |                              | Fukuoka SoftBank Hawks     | Fukuoka SoftBank Hawks | 4                   |                        |                        |                        |  |  |              |              |              |  |
|  |                            |                              |                            | Fukuoka SoftBank Hawks | 4                   |                        |                        |                        |  |  |              |              |              |  |
|  |                            |                              |                            |                        |                     |                        |                        |                        |  |  |              |              |              |  |
|  |                            |                              |                            |                        |                     |                        |                        |                        |  |  |              |              |              |  |
|  |                            | P1                           | Saitama Seibu Lions        | 2                      |                     |                        |                        |                        |  |  |              |              |              |  |
|  |                            |                              |                            | 2                      |                     |                        |                        |                        |  |  |              |              |              |  |
|  |                            |                              |                            | Fukuoka SoftBank Hawks | 4                   |                        |                        |                        |  |  |              |              |              |  |
|  | P2                         | Fukuoka SoftBank Hawks       | 2                          | Fukuoka SoftBank Hawks | 4                   |                        |                        |                        |  |  |              |              |              |  |
|  | P2                         | Fukuoka SoftBank Hawks       | 2                          |                        |                     |                        |                        |                        |  |  |              |              |              |  |
|  | P3                         | Hokkaido Nippon-Ham Fighters | 1                          |                        |                     |                        |                        |                        |  |  |              |              |              |  |

## Campioni
| Japan Series 2018 Fukuoka SoftBank Hawks nono titolo |

## Premi
- Miglior giocatore della stagione

|    | Giocatore       | Squadra             |
| -- | --------------- | ------------------- |
| CL | Yoshihiro Maru  | Hiroshima Toyo Carp |
| PL | Hotaka Yamakawa | Saitama Seibu Lions |

- Rookie dell'anno

|    | Giocatore     | Squadra                      |
| -- | ------------- | ---------------------------- |
| CL | Katsuki Azuma | Yokohama DeNA BayStars       |
| PL | Kazuki Tanaka | Tohoku Rakuten Golden Eagles |

- Miglior giocatore delle Japan Series

| Giocatore  | Squadra                |
| ---------- | ---------------------- |
| Takuya Kai | Fukuoka SoftBank Hawks |